# Беликова, Полина Алексеевна
Полина Алексеевна Беликова (род. 5 июля 1999 года, Томск) — российская волейболистка, центральная блокирующая.

## Биография
Родилась 5 июля 1999 года в Томске. Волейболом начала заниматься в томской ДЮСШ № 2, первый тренер — Василий Фёдорович Бозин.
Начала игровую карьеру в «Северянке-2», с который выступала в Высшей лиге «Б» и Первой лиге. С 2019 по 2022 год играла в составе основной команды «Северянка».
С 2022 года выступала за «Протон», в составе которого стала бронзовым призёром чемпионата России. Дебютировала в Суперлиге 24 сентября 2022 года в матче против «Динамо-Метар». В 2024 перешла в «Тулицу», а в 2025 заключила контракт с ВК «Локомотив» (Калининград).

## Достижения

### С клубами
- Бронзовый призёр чемпионата России 2023